# Gamay Beaujolais
Gamay Beaujolais este un soi californian de struguri din specia Vitis vinifera, clonă a soiului Pinot Noir.

## Istoric
Spre sfârșitul anilor 1930, unul dintre pionierii viticulturii americane, Paul Masson, aduce cu sine din Franța câteva varietăți de viță de vie cu scopul de a fi cultivate pe terenurile sale din California. Una dintre aceste varietăți, care pe drept cuvânt a fost adusă și considerată ca fiind cunoscuta varietate Gamay din zona Beaujolais, s-a dovedit a fi doar o clonă mai puțin performantă a varietății Pinot Noir.
În jurul anilor 1960, cunoscuta Universitate Californiană "Davis" (UCD) determină în urma unor cercetări, că adevăratul Gamay este de fapt cunoscut sub numele de Napa Gamay în California și că varietatea cunoscută până atunci sub numele de Gamay Beaujolais, este de fapt o clonă a Pinot Noir-ului. Pentru ca lucrurile sa fie și mai complicate, odată cu avansarea științei și implicațiile tehnicii în viticultură, aceeași Universitate Davis din California, în urma testelor ADN, ajunge la concluzia că strugurii cunoscuți sub numele de Napa Gamay sunt de fapt identici din punct de vedere genetic cu o varietate mai puțin celebră din Burgundia cunoscută sub numele de Valdeguié. În aceste condiții, în 1994 Departamentul Trezoreriei Americane prin Biroul de Alcool, Tutun și Arme de Foc (Bureau of Alcohol, Tobacco and Firearms) sau ATF, decide oficial ca vinul produs din cel puțin 75% Pinot Noir sau Napa Gamay, poate fi opțional denumit Gamay Beaujolais cu condiția ca tipul varietății de struguri utilizate în producția sa, împreună cu locul de origine, să fie specificate pe etichetă.